# Koenigsegg
Koenigsegg Automotive AB (fil) är en svensk biltillverkare som tillverkar mycket exklusiva superbilar i små serier (cirka 30 fordon per år). Företaget bedriver verksamhet i Valhall Park utanför Ängelholm. Koenigsegg Automotive AB grundades 1994 av Christian von Koenigsegg som även är företagets VD.

## Företaget
Koenigsegg har över 800 anställda 2025. Dess lokaler i fyra f.d. flyghangarer och en nybyggnad från 2023, är över 20 000 kvadratmeter, med produktionsyta, showroom, matsal och kundcenter. Produktionslokalen var tidigare en militär försvarsanläggning och är av modernt snitt. Detta innebär att Koenigsegg till exempel har en egen testbana som är 1,7 kilometer lång. Koenigsegg utvecklar bilarna och alla kolfiber- och motordetaljer på plats i Ängelholm. Företaget har en ingenjörstab på c:a 100 personer. Den tekniska utvecklingen och designen leds av Christian von Koenigsegg själv.
I mars 2009 utsågs Koenigsegg CCXR av den amerikanska tidskriften Forbes till en av "världens 10 vackraste bilar någonsin". Koenigsegg har även erhållit det prestigefyllda tyska Red dot award samt Svensk Form för utmärkt svensk design.
I december 2010 utsågs Koenigsegg Agera till BBC Top Gear's Hypercar of the year, framför bilar som t.ex. Bugatti Veyron SuperSport.
Totalt har bortåt 300 bilar levererats (mars 2024) till kunder runt i världen. De största marknaderna är USA, Mellanöstern, Asien och Europa.

## Historia
Koenigsegg startades i mindre skala 1994 efter flera års planering av Christian von Koenigsegg i Olofström i nordvästra Blekinge. Han hade drömt om detta ända sedan han såg den norska dockfilmen Flåklypa Grand Prix som barn. Designern David Crafoord ritade och formgav den första konceptbilen efter von Koenigseggs ursprungsritningar. Därefter sattes en körbar prototyp samman som testades under flera år och vidareutvecklades. År 2002 började serietillverkningen av modellen CC 8S i Margretetorp norr om Ängelholm. Koenigsegg CC 8S utsågs av Guinness rekordbok till världens starkaste bil med sina 655 hästkrafter.
Tillverkningen stördes av en brand i fabriken 2003. Den flyttades då till den nedlagda flygflottiljen F 10, numera Valhall Park, utanför Ängelholm. Våren 2004 lanserades den nya modellen CCR. På Genèvesalongen i mars 2006 presenterades tredje generationens Koenigsegg, CCX, då med nytt kolfiberchassi, ny kolfiberkaross och större utrymme för förare och passagerare, samt anpassad för amerikanska utsläpps- och säkerhetskrav. Prestandan på CCX är likvärdiga med den äldre CCR.
På Genèvesalongen 2007 presenterades ytterligare två varianter. Den ena, CCXR, är anpassad för E85 och utvecklar på detta bränsle 1 018 hästkrafter. CCXR är även en så kallad flexifuelbil, vilket gör att den även kan köras på vanlig bensin. Den andra modellen, CCGT, är en variant byggd för sportvagnsracing, exempelvis i 24-timmarsloppet i Le Mans.
Den 11 juni 2009 framkom det att svenska Koenigsegg skulle kunna bli Saabs nya ägare tillsammans med norska investerare. Fem dagar senare meddelades att General Motors (GM) hade ett preliminärt avtal att sälja Saab-divisionen med villkoret att Europeiska investeringsbanken, EIB, skjuter till 4,7 miljarder kronor med garantier från svenska staten. Den 18 augusti bekräftades tecknandet av ett slutligt avtal om GM:s försäljning av sitt aktieinnehav i Saab Automobile till Koenigsegg Group. För att finansiera affären planerade man att ta in Beijing Automotive Industry Holding Corporation som minoritetsägare i Koenigsegg. Koenigsegg drog sig ur affären 24 november 2009 då förhandlingarna dragit ut för mycket på tiden.

## Utmärkelser

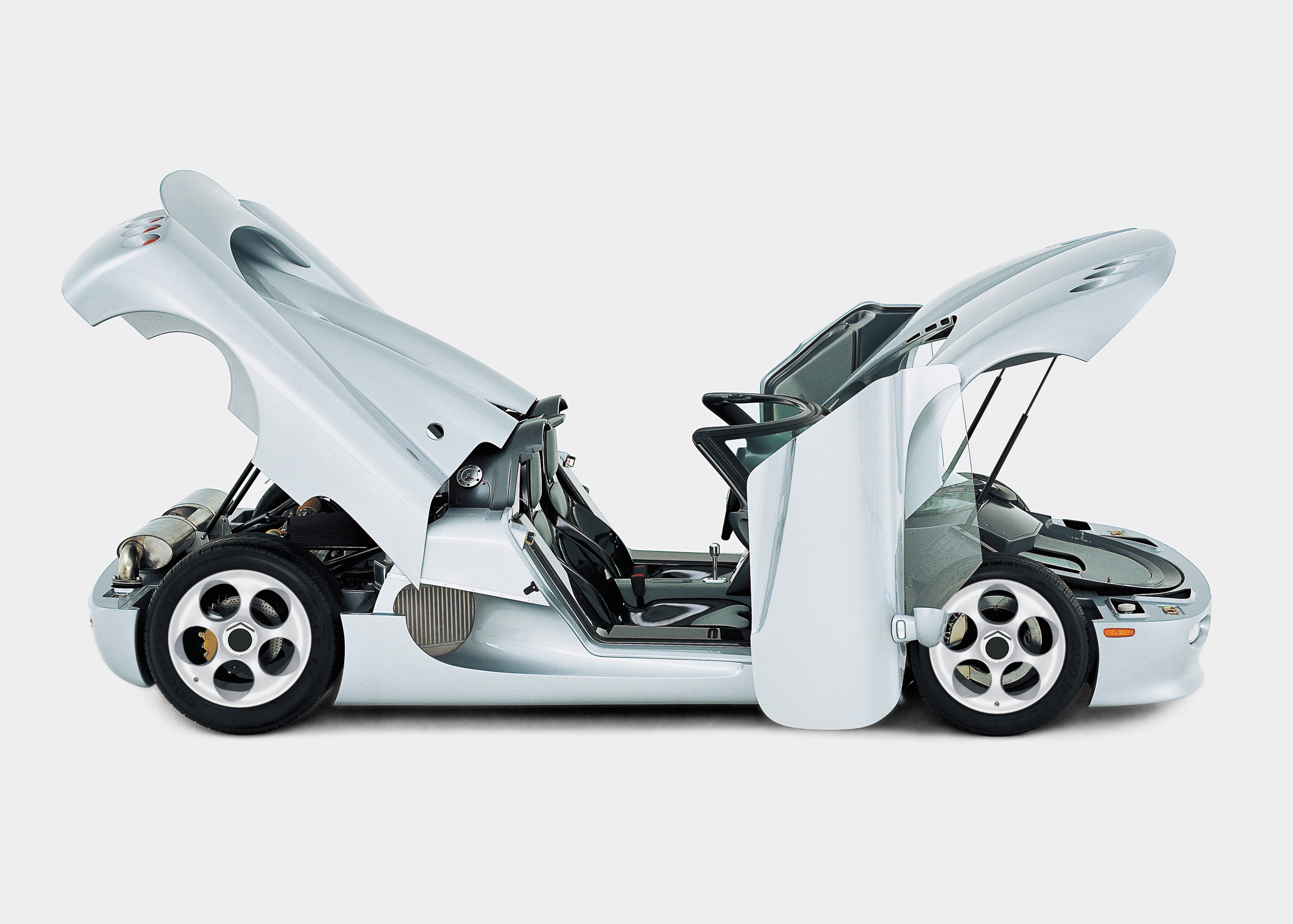

- Top Gear Award 2010 Hypercar of the Year[9]
- Red dot award for excellent Design 2001[10]
- Utmärkt Svensk Form år 2001[11]
- Årets Entreprenör[när?] - Företagarna Sweden
- Powercar Superexotic import of the year 2007 and 2008 - Tyskland

## Hastighetsrekord
Den 28 februari 2005 erhöll CCR Guinness världsrekord som snabbaste serieproducerade bil efter att ha uppnått en hastighet av 388 km/h och därmed överskridit det tidigare rekordet på 386 km/h, som satts av McLaren F1. Denna hastighet överskreds redan i maj samma år av Bugatti Veyron, som nådde upp i en hastighet av 407 km/h med en förserieprototyp.
CCX låg etta på det engelska TV-programmet Top Gears testbana för produktionsbilar i två års tid. 
CCR har även tangerat hastighetsrekordet för produktionsbilar på Nürburgring med en hastighet av 313 km/h och då i kallt väder om endast 3 plusgrader. Bilen presterade en varvtid på 7 minuter och 34 sekunder.
Koenigsegg CCX innehar det officiella rekordet för 0–300–0 km/h, som sattes av den tyska tidningen Sportauto i april 2008, med en tid på 29 sekunder.
Det rykte som cirkulerat att Koenigsegg CCX innehar rekordet för fortkörning i USA då en förare ska ha kört 389 km/h i en 120-zon (under 2003 års Gumball 3000 mellan San Francisco, Kalifornien och Miami, Florida) kan i nuläget ej faktabeläggas
Den 2 september 2011 tog en Koenigsegg Agera R Guinnessrekordet för världens snabbaste personbil från 0-300-0 km/h på en tid av 21,19 sekunder.
Med en Koenigsegg Agera RS slogs toppfartsrekordet för en serietillverkad bil den 4 november 2017, som nu lyder på 447 km/h (446,97 km/h) i snitthastighet. På första försöket blev hastigheten 436,44 km/h och på andra försöket blev det 457,49 km/h.  Även 0-400-0 km/h slogs samma dag med tiden 33,29 sekunder.
Den 12 juni 2023 slog man åter igen världsrekordet 0-400-0 km/h med tiden 28,81 sekunder med bilen Regera . 
27 juni 2024 slog företaget sitt eget rekord för 0-400-0 km/h med bilen Jesko Absolut med tiden 27,83 sekunder.

## Modeller

### Historiska modeller
- Koenigsegg CC  (1996-2001)
- Koenigsegg CC 8S  (2002-2005)
- Koenigsegg CCR  (2004-2006)
- Koenigsegg CCGT (2007)
- Koenigsegg CCR Evolution (2008)
- Koenigsegg CCX (2006-2010)
- Koenigsegg CCX Edition (2006-2010)
- Koenigsegg CCXR (2007-2010)
- Koenigsegg CCXR Edition (2007-2008)
- Koenigsegg Trevita (2009) 2 st tillverkade

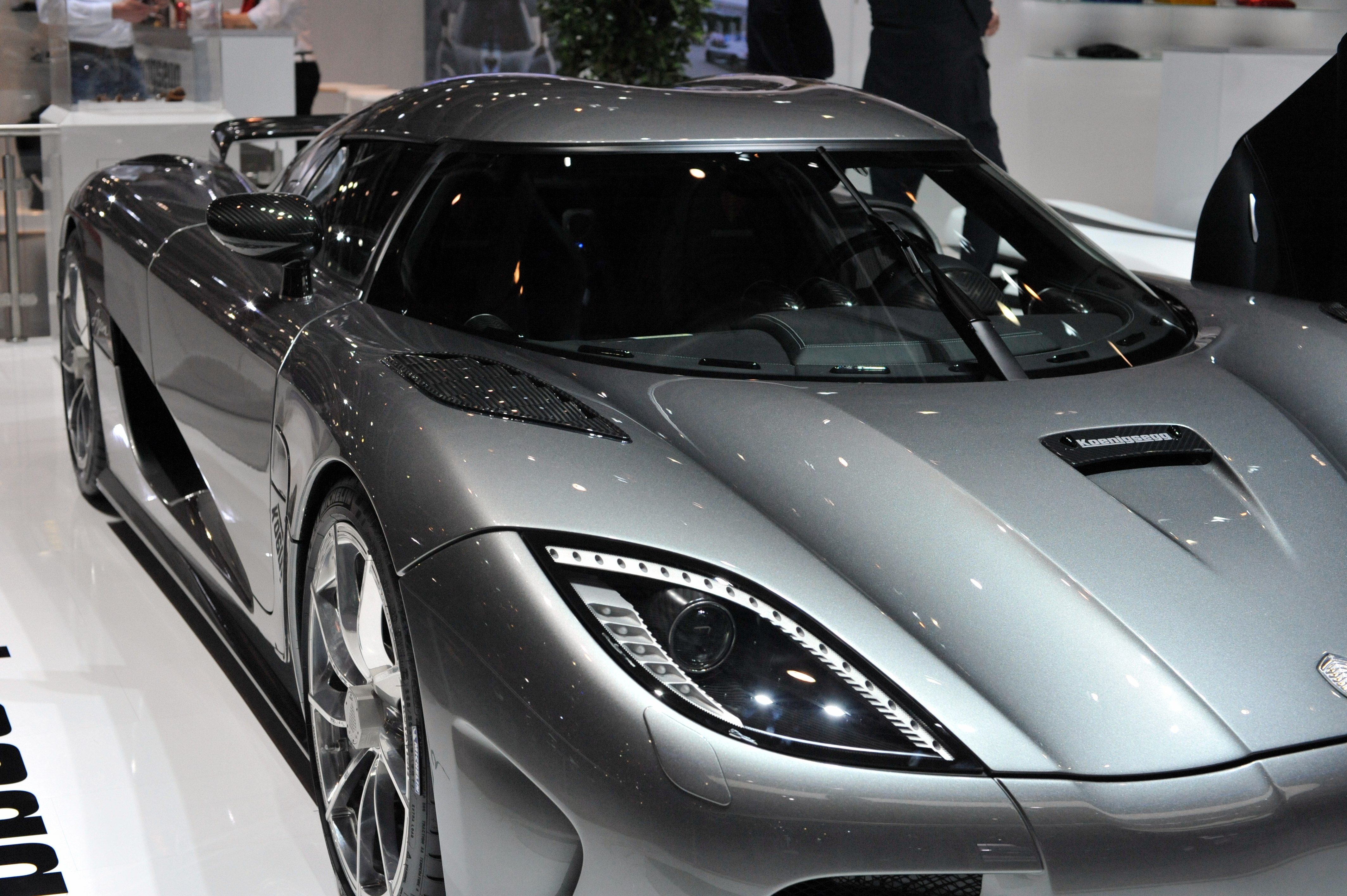
Agera på 2011 års Internationella bilsalongen i Genève.

- Koenigsegg CCXR Special Edition (2010)
- Koenigsegg Hundra (2013)
- Koenigsegg Agera (2010-2015)
- Koenigsegg Agera R (2011-2014) 18 st tillverkade.[15]
- Koenigsegg Agera S (2012-2014) 5 st tillverkade. [16]
- Koenigsegg One:1 (2014-2015) 6 st tillverkade plus en prototyp [17]
- Koenigsegg Agera RS (2014-2017) Har tillverkats i 25 exemplar.[18]
- Koenigsegg Regera (2015-2022) Har tillverkats i 80 exemplar.

### Modeller i produktion
- Koenigsegg Jesko (2020-) Kommer att tillverkas i 125 exemplar.[19]
- Koenigsegg Gemera kommer att tillverkas i 300 exemplar från 2022 och framåt.

### Konceptbilar
- NLV Quant